# Alfa i omega

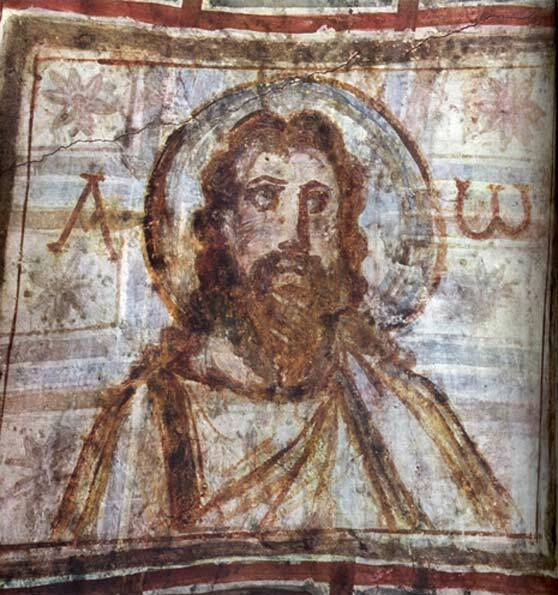
Les lletres gregues alfa y Omega rodejant l'halo de Jesús. Catacumbes.

Alfa i Omega és la manera com es denomina el déu Jahvè al capítol 1 vers 8, capítol 21 vers 6 i capítol 22 vers 13 de l'Apocalipsi de Joan Evangelista inclòs al Nou Testament. Aquest significat rau en el fet que alfa i omega són la primera i última lletres de l'alfabet grec clàssic (jònic), respectivament. En grec està escrit com «το 'Αλφα και το Ωμέγα». Seria similar a referir-se en català a "A i Z". Encara que, quan apareix aquest títol és aclarit amb el títol addicional "el principi i la fi" (Apocalipsi21, 6; 22, 13). És utilitzat com a símbol pels cristians posteriors al Nou Testament i altres cultures per a referir-se "al sentit d'alguna cosa absoluta i acabada".

## Apocalipsi
Segons el llibre de l'Apocalipsi de la Bíblia diu:
- Apocalipsi 1,8: “Jo sóc l'Alfa i l'Omega, diu el Senyor Déu, el qui és, el qui era i el qui ve, el Déu de l'univers”.
- Apocalipsi 21,6: “[...]Jo sóc l'Alfa i l'Omega, el principi i la fi”.
- Apocalipsi 22,13: “Jo sóc l'Alfa i l'Omega, el primer i el darrer, el principi i la fi”.

Malgrat que en la Versió Reina Valera i en altres versions aquest títol també apareix en Apocalipsi 1:11, aquesta frase no apareix en els manuscrits grecs més antics com el Còdex Alexandrinus, el Còdex Sinaiticus i el Còdex Ephraemi Rescriptus. L'especialista Robert Young afirma que "els manuscrits més antics l'ometen".
Encara que molts especialistes i diccionaris apliquen aquest títol tant a Déu com a Crist, no sempre es dona el cas. El llibre “Barnes 'Notes on the New Testament” (1974) esmenta: "Pot no ser completament correcte que un escriptor es refereixi al Senyor Jesús en aquest lloc específicament... No hi ha una veritable incongruència en suposar també, que, l'escriptor en aquest lloc hagi volgut referir-se a Déu com a tal ". No obstant això, els cristians l'apliquen tant a Crist com a Senyor.

## Segons els primers cristians
- Climent d'Alexandria parla de l'expressió com "l'alfa i l'omega per qui només el fi es converteix en principi i la fi de nou en el principi original sense cap interrupció".[4]
- Tertul·lià també fa referència a Crist com l'Alfa i Omega.[5]
- Gràcies a Prudenci sabem que al segle iv la interpretació dels escrits apocalíptics seguien sent el mateix: "Alpha et Omega cognominatus, ipse fons et clàusula, Omnium quae sunt, fuerunt, quaeque post futura sunt".[6] Va ser, però, al principi de la cristiandat en què el símbol Alfa i Omega es trobava en voga.

Aquesta frase és interpretada per molts cristians com significat que Crist va existir des del principi dels temps (com a segona persona de la Santíssima Trinitat), i que existirà per sempre. Les lletres Alfa i Omega juxtaposades s'usen com a símbol cristià. Aquest símbol el suggereix l'Apocalipsi, on molts creuen que Crist, així com Jahvè, són "el primer i l'últim" (ii, 8), "l'Alfa i l'Omega, el primer i l'últim, el principi i el fi "(cf., xxii, 13; i, 8).

## Altres interpretacions
- En el judaisme, la paraula “Emeth” (אמת que significa "veritat") és un dels noms de Déu en el judaisme, s'ha interpretat com un conjunt de les primeres lletres, mig i final de l'alfabet hebreu.
- Plató,[7] descriu Déu de la mateixa manera: “té a les mans el principi, la fi i el mitjà de totes les coses”, i cita aquesta frase com un Palaios logos (dita antiga).
- Flavi Josep,[8] expressa la idea que Déu és etern, el principi i la fi de totes les coses.